# Opel Sintra
O Sintra é um monovolume de porte médio-grande da Opel.